# Мізюн Григорій Михайлович
Мізюн Григорій Михайлович (*25 березня (7 квітня) 1903, с. Кривуші, Кременчуцький повіт, Полтавська губернія, Російська імперія — пом. 15 грудня 1963, Чернівці, УРСР) — український письменник, драматург.

## Біографія
Григорій Михайлович Мізюн народився у с. Кривуші, нині Кременчуцького району Полтавської області, в родині селянина-бідняка.
1912 році пішов до школи, однак через рік змушений був покинути навчання і піти на заробітки.
Літературну творчість розпочав 1920, першу п'єсу написав 1926 року.
1923 року написав і здійснив постановку масового дійства «Трипільська трагедія».
З 1930 року жив у Харкові.
Працював у редакції журналу «Молодняк» (1930–1931), директором Центральної станції самодіяльного мистецтва (1931–1933). Був членом організації молодих письменників «Молодняк».
У 1933–1937 роках навчався у Харківському Інституті червоної професури. Навчався в аспірантурі Інституту червоної професури.
У 30-ті роки його п'єси ставились у театрах України та Білорусі.
Після окупації Радянським Союзом Північної Буковини 1940 року переведений до Чернівців як партійний пропагандист.
У 1941–1944 роках воював на фронті, отримав багато нагород.
1944 року Г.Мізюн знову повернувся на Буковину. Спочатку працював у Чернівцях на партійній роботі, згодом призначений директором літературного музею Ю.Федьковича.
Помер і похований у Чернівцях на християнському цвинтарі. Його іменем названа одна із вулиць Чернівців.
Член Спілки письменників України.
У спогадах відомих акторів Харківського театру Р. Черкашина та Ю. Фоміної згадується його прізвище.
1979 року — професор кафедри української літератури Таврійського національного університету, член Спілки письменників України О. І. Губар, разом з Л. М. Чернецем, надрукував літературний портрет Григорія Мізюна.
Розміщена була стаття про нього і у «Театральній енциклопедії».

## Творчість
Друкувався з 1920 року. Г. Мізюн виступав переважно як драматург. 
Автор п'єс: «Трипільська трагедія» (1923). «Сила на силу» (1927), «Новими стежками» (тема братовбивчої війни, 1929), «Сімейні баланси» (1930), «Провінція», «Реконструкція» (обидві 1931), «Весняний шум» (1932), «Заручини», «Зигзаги» та «Криголам» (всі — 1934, ставились у театрі «Березіль»), «Любов і дружба» (1937) тощо. У своїх творах драматург зображував проблеми життя українських селян, процес колективізації в Україні та участь молоді у ній. 
Життя повоєнної Буковини зображено Мізюном у п'єсах «Звільнена совість» (1945), «Лісорубні вечорниці» (1958), «Б'ють ключі» (1962) та ін. Разом з Л. Балковенком створив історичну драму «Лук'ян Кобилиця», поставлену Чернівецьким муздрамтеатром ім. О. Кобилянської 1955 року. 
Писав також літературно-критичні студії, брошури, зокрема, про Ю. Федьковича («Співець народних сподівань», 1959), Т. Шевченка («Великий Кобзар на Буковині», 1964). Окремі поезії Мізюна Г. М. були покладені на музику Б. Крижанівським, Г. Шевчуком та ін. 
Вийшли друком:
- Мізюн Г.  М.  Любов і дружба. Комедія на 3 дії. / Г.  М.  Мізюн.  — К. , 1937.  — 75с.
- Мізюн Г.  М.  Товариші. П"єса на одну дію. / Г.  М.  Мізюн.  — К. , 1938.  — 30с.
- Мізюн Г. Співець народних сподівань. Чернівці 1959; (літературно-критичний нарис про Федьковича Осипа-Юрія Адальбертовича)
- Мізюн Г. М. П"єси. / Г.  М.  Мізюн.  — К. , 1965.  — 152с.
- Мізюн Г.  М.  Криголам / Г.  М.  Мізюн.  — Київ, 1967.  — 79с.
- nlu. org. ua/object. html?id=11729 Мізюн Г. Заручини: комедія на дві дії / Г. Мізюн.  — Харків: Рад. літ. , 1934.  — 26, 1 с.